# 挽肉

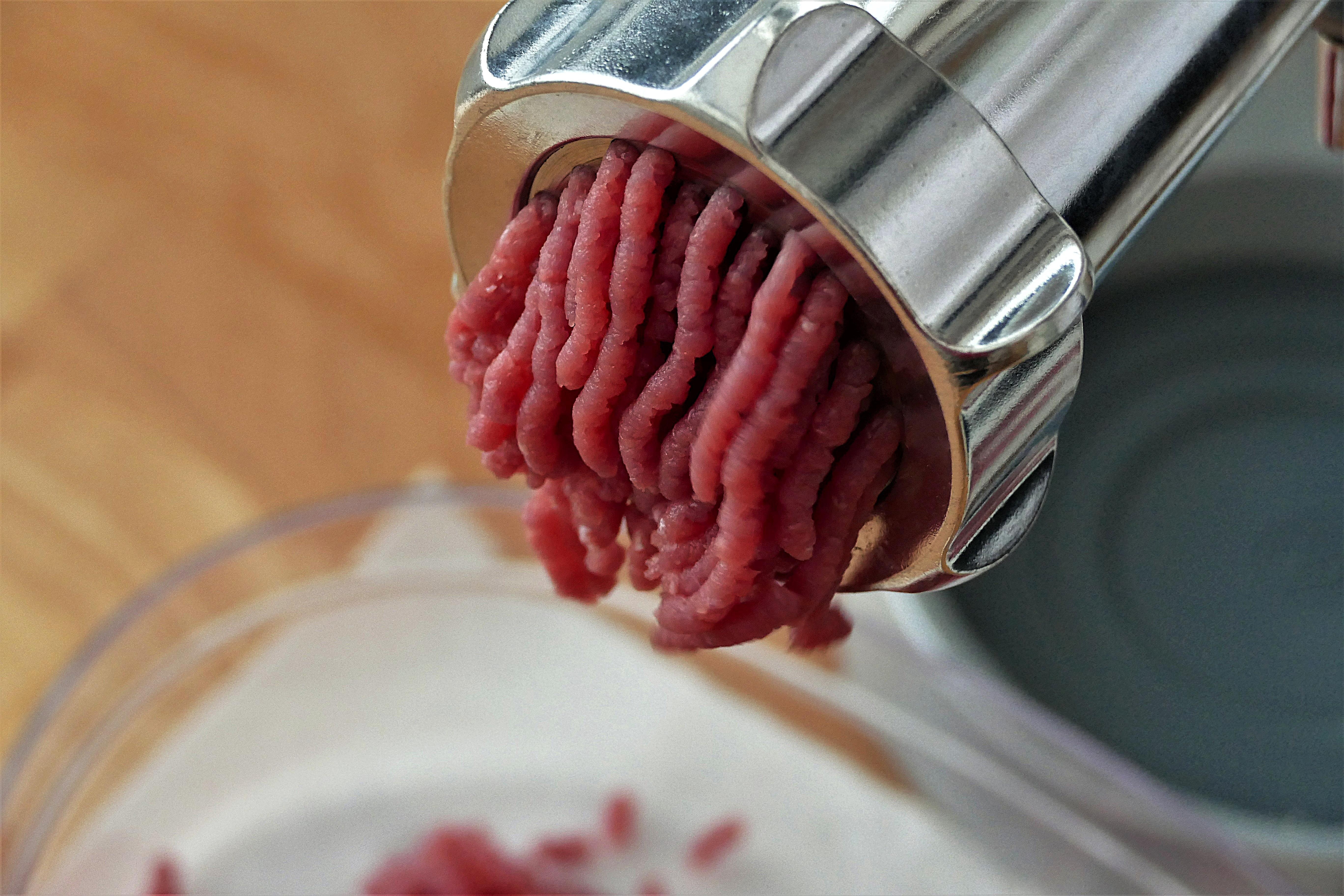
挽肉

挽肉（ひきにく）とは、牛や豚などの食用肉をミンサーなどですり潰し、細切れにしたもの。 
商品価値の低い屑肉が材料となることがある。また、成型ステーキなどの成型肉材料とされることがある。

## 歴史
挽肉を利用した料理の歴史としては、ドイツ・ハンブルクの地名にちなむハンバーグの原型は、欧州に侵攻したモンゴル帝国（タタール）から採り入れたタルタルステーキであったとされている。固く食べにくい馬肉を食べやすくするために工夫したもので、ヨーロッパでも労働者などに廉価な屑肉などを口あたりのよい料理に仕立てられる手段として普及した。
日本では、東京の洋食店が「ミンスミートカツレツ」として売り出したと記録されている。のちにこれは「メンチカツ」と呼ばれるようになった。メンチカツやメンチコロッケは単に「メンチ」とも呼ばれる。ただし、ひき肉を使用したコロッケであっても「メンチ」とは呼ばないこともあるが、その境界線は定かではない。

## 挽肉の種類

### 肉の種類による分類
牛挽肉
牛肉を挽肉に加工したもの。
豚挽肉
豚肉を挽肉に加工したもの。
合挽肉
豚肉と牛肉の双方を素材として加工した挽肉。合い挽きとも呼ばれる。稀に豚肉と鶏肉を加工することもある。
鶏挽肉
鶏肉を挽肉に加工したもの。

### 挽き方による分類
- 挽く目の細かさにより、粗挽き、中挽き、細挽きなどに分けられる。
- 挽く回数により、一度挽きと二度挽きに分けられる。

## 挽肉を使用する食品
- キーマカレー
- 餃子
- 焼売
- スコッチエッグ
- ソーセージ
- そぼろ
- つくね
- 肉団子
- ハンバーグ
- ピロシキ
- 麻婆豆腐
- ミートソース
- ミートボール
- ミートローフ
- メンチカツ
- ロールキャベツ

## 表示されていない肉の混入事例
- 1969年 - 日本では豚肉価格が上昇したため、スーパーマーケットやデパートの店頭では、ウサギ肉の入った豚挽肉の販売が横行した。農林省が都道府県に対して指導を強めるよう指示、業界団体に対して原料名の表示を確実に行うよう指導した[4]。
- 2013年 - ヨーロッパ各国で馬肉を用いた挽肉の加工食品が流通していることが発覚。とくに馬肉を食べる習慣がない国では大きな問題となった。